# 丙寅迫害
丙寅迫害（：／ Byeongin Bakhae ?），又称丙寅教难，旧称丙寅邪狱（：／ Byeongin Saok ?），指朝鲜王朝1866年（干支纪年为丙寅年）2月开始的兴宣大院君李昰應发起的镇压天主教运动。为朝鲜历次“邪狱”（镇压天主教）中规模最大、持续最久、死亡人数最多的一次。共12万人被捕，其中包括9名法国传教士在内8000多人被处死，该事件引发丙寅洋擾。

## 背景
天主教在18世纪后期传入朝鲜国，由上层向下层社会渗透，朝鲜以儒教立国，对天主教及西学思想视之为异端邪说，天主教的思想理念及其广泛传播给遵奉程朱理学的朝鲜统治者带来巨大威胁，他们一再宣布天主教为“邪教”，捕杀天主教徒，纯祖时1801年爆发辛酉邪狱，1831年，教宗額我略十六世宣布朝鲜教会脱离北京教区，成立朝鲜教区，1836年，法国传教士罗伯多禄（Pierre Philibert Maubant）在朝鲜教徒接应下渡过鸭绿江潜入朝鲜，成为朝鲜第一名欧洲传教士（此前有两位华人传教士周文谟、刘方济），此后法国巴黎外方传教会开始在朝鲜传教。宪宗时1839年再兴己亥邪狱。后又有丙午邪狱等。但天主教在朝鲜势力反而越来越大。到1864年信徒数量更达23000名。
高宗即位后，兴宣大院君主政。天主教徒介入朝鲜内部党争。高宗初年，沙俄屡次跨过边境要求通商，遭拒绝。朝鲜天主教徒试图联络英、法结盟，制约俄国。此举引起大院君不满，更成为政治斗争的借口，最终引发1866年丙寅邪狱，九名法国传教士及大量朝鲜天主教徒被杀害。此后，朝鲜的锁国政策更为鲜明，对待西方的态度也更趋于强硬，排外气氛达到顶峰。
当代韩国称为“丙寅迫害”，1966年丙寅迫害100周年以来在处决天主教徒的首尔切头山修建了多个纪念场馆和雕塑。1984年和1985年教宗若望保祿二世和诺贝尔和平奖获得者特蕾莎修女曾先后参观切头山殉教圣地。

## 殉教者
- 劉正律（朝鲜语：유정률）（Peter Yu Chongnyul）
- 西蒙-弗朗索瓦·贝尔纳（Siméon-François Berneux，張敬一），法國籍主教
- 朱斯特·德·布勒泰尼耶（Just de Bretenières），法國籍神父
- 皮埃尔-亨利·多里（Pierre-Henri Dorie），法國籍神父
- 贝尔纳·路易·博利厄（英语：Louis Beaulieu）（Bernard Louis Beaulieu，徐沒禮），法國籍神父
- 南鍾三（朝鲜语：남종삼）（John Baptist Nam Chongsam）
- 全長雲（朝鲜语：전장운）（John Baptist Chon Changun）
- 崔炯（朝鲜语：최형）（Peter Choe Hyong）
- 丁義培（朝鲜语：정의배）（Mark Chong Uibae）
- 禹世英（朝鲜语：우세영）（Alexis U Seyong）
- 马里-尼古拉斯-安托万·达弗吕（Marie-Nicolas-Antoine Daveluy，安敦伊），法國籍神父
- 马丁·吕克·于安（Martin Luc Huin），法國籍神父
- 皮埃尔·奥迈特（Pierre Aumaître），法國籍神父
- 張周基（朝鲜语：장주기）（Joseph Chang Chugi）
- 黃錫斗（朝鲜语：황석두）（Lucas Hwang Soktu）
- 孫多瑪斯（朝鲜语：손자선）（Thomas Son Chason）
- 鄭巴塞洛繆（朝鲜语：정문호 (천주교도)）（Bartholomew Chong Munho）
- 趙伯多祿（朝鲜语：조화서）（Peter Cho Hwaso）
- 孫善智（朝鲜语：손선지）（Peter Son Sonji）
- 李伯鐸（Peter Yi Myongso）
- 韓若瑟（朝鲜语：한재권）（Joseph Han Wonso）
- 鄭伯鐸（朝鲜语：정원지 (종교인)）（Peter Chong Wonji）
- 趙若瑟（朝鲜语：조윤호 (종교인)）（Joseph Cho Yunho）
- 李尹一（朝鲜语：이윤일）（John Yi Yun-il）